# غاما قيفاوس Ab
غاما قيفاوس Ab أو الراعي Ab أو غاما المتلهب Ab ويسمى أيضا تدمر (Tadmor) هو كوكب خارج المجموعة الشمسية مؤكد يدور حول نجم الراعي على بعد يقدر بحوالي 45 سنة ضوئية في اتجاه كوكبة الملتهب.

## تدمر
في يوليو 2014 أطلق الاتحاد الفلكي الدولي عملية لمنح أسماء مناسبة لبعض الكواكب الخارجية والنجوم التي تستضيفهم. وشملت العملية ترشيح الجمهور والتصويت على الأسماء الجديدة. وكان هذا الكوكب من بين الكواكب التي اختارها الاتحاد الفلكي الدولي . في ديسمبر 2015، أعلن الاتحاد الفلكي الدولي الأسماء الفائزة وكان من بينها Tadmor لهذا الكوكب . قدم الاسم الفائز من قبل الجمعية الفلكية السورية وهو الاسم السامي القديم والاسم العربي الحديث لمدينة تدمر وهو موقع تراث عالمي في منظمة الأمم المتحدة للتربية والعلم والثقافة.

## الاكتشاف
المؤشرات الأولى حول وجود كوكب خارج المجموعة الشمسية في فلك حول نجم الراعي حددها فريق كندى يتكون من بروس كامبل وجوردون ووكر وستيفنسون يانغ في عام 1988. وقد تم الأعلن أيضا عن وجودة من قبل أنتوني لوتون ورايت في عام 1989. على الرغم من عدم تأكيد هذا الاكتشاف كان من الممكن أن يكون هذا أول كوكب خارج المجموعة الشمسية مؤكد يكتشف بناء على تقنية السرعة الشعاعية التي استخدمها الآخرون بنجاح لاحقا.لكن في عام 1992 تم سحب هذا الادعاء بحجة أن نوعية البيانات ليست جيدة بما فيه الكفاية لجعل الاكتشاف مؤكد. في 24 سبتمبر 2002، تم تأكيد وجود الكوكب من خلال قياسات جديدة قام بها أرتي هاتسيس والمتعاونين معه في مرصد ماكدونالد .

## خصائص
يقع الكوكب على بعد 2.05±0.06 وحدة فلكية من النجم ويكمل مدارة خلال 903.3±1.5 يوم نحو عامين ونصف وقدرت كتلتة بالدنيا في حدود 1.85±0.16 كتلة مشترية. بيانات هيباركوس التي أجريت في عام 2006 تقيد كتلتة تحت "13.3 MJ عند مستوى ثقة 95٪، و 16.9 MJ عند مستوى ثقة 99.73٪ وليس هذا كافياً للاعتماد عليه ولكن يكفي للتحقق من أنه ليس قزم بني أو قزم أحمر غير مرئي آخر.